# Platansläktet
Platansläktet (Platanus) är det enda släktet i familjen platanväxter. Platanerna är stora träd som kan bli mellan 30 och 40 meter höga. Det finns sex arter som samtliga är hemmahörande på norra halvklotet. De används ofta som prydnadsträd i offentliga miljöer.

## Biologi
Platansläktets arter är lövfällande (utom Platanus kerrii). Bladen är femflikiga och liknar lönnblad. Karakteristiskt för platanerna är att barken flagnar, något som sker året om men (särskilt i kalla miljöer) är mer omfattande vintertid; barken är tunn och skör och hanterar inte den snabba tillväxten i stamvolym. Blommorna är små och oansenliga och sitter i runda samlingar. Platanerna är sambyggare, det vill säga blommorna är enkönade, men det finns både han- och honblommor på samma träd. Pollinering sker med vinden. När hanblommorna har släppt i väg sitt pollen faller de från trädet. Honblommorna sitter däremot kvar och bildar frukterna, som är små nötter.
Det finns fossil från plataner som är så gamla som 115 miljoner år.
I äldre klassificeringssystem såsom Cronquistsystemet ingick plataner i ordningen Hamamelidales. I nyare system tillhör de i stället Proteales.

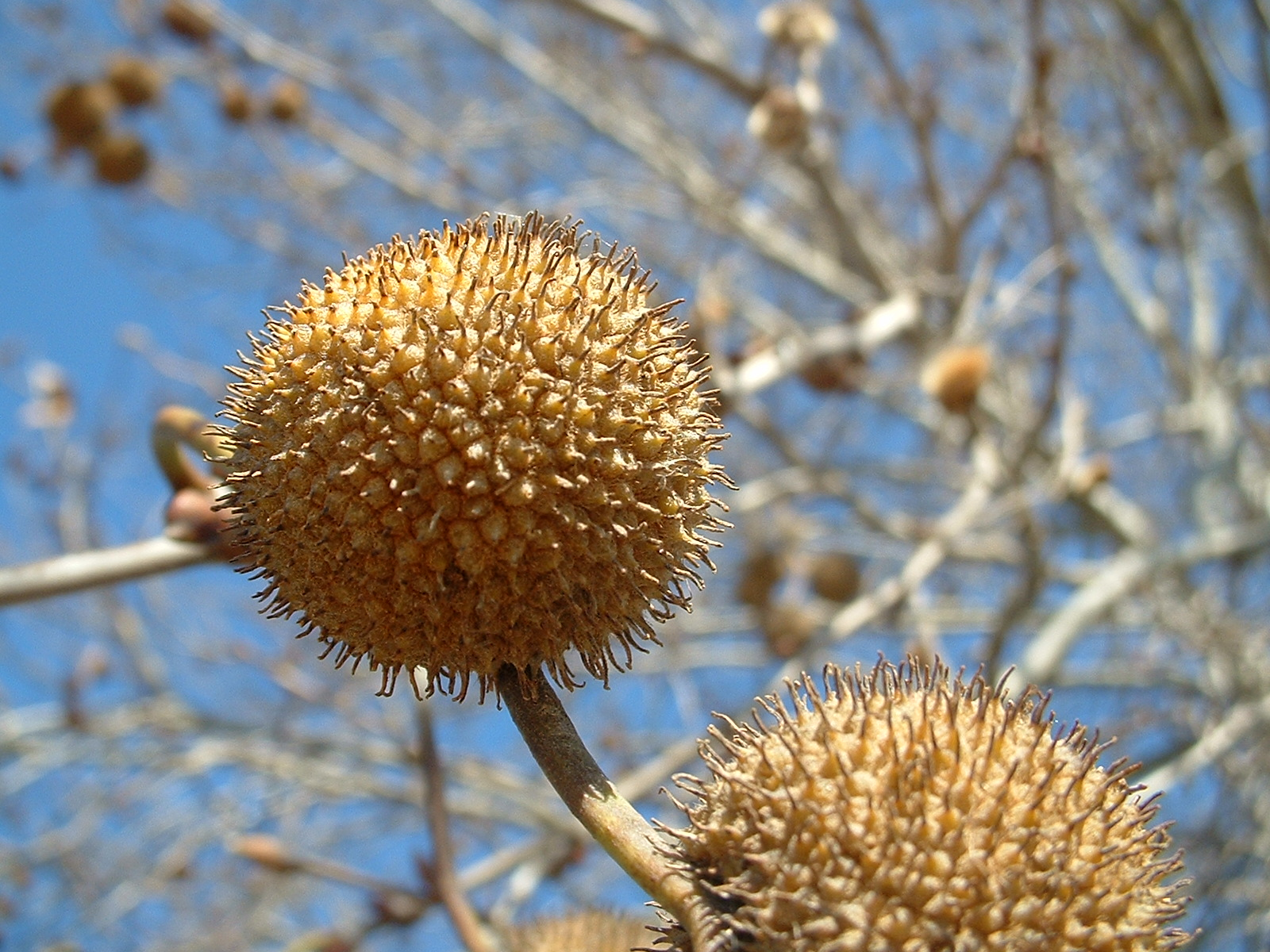
Frökapsel.

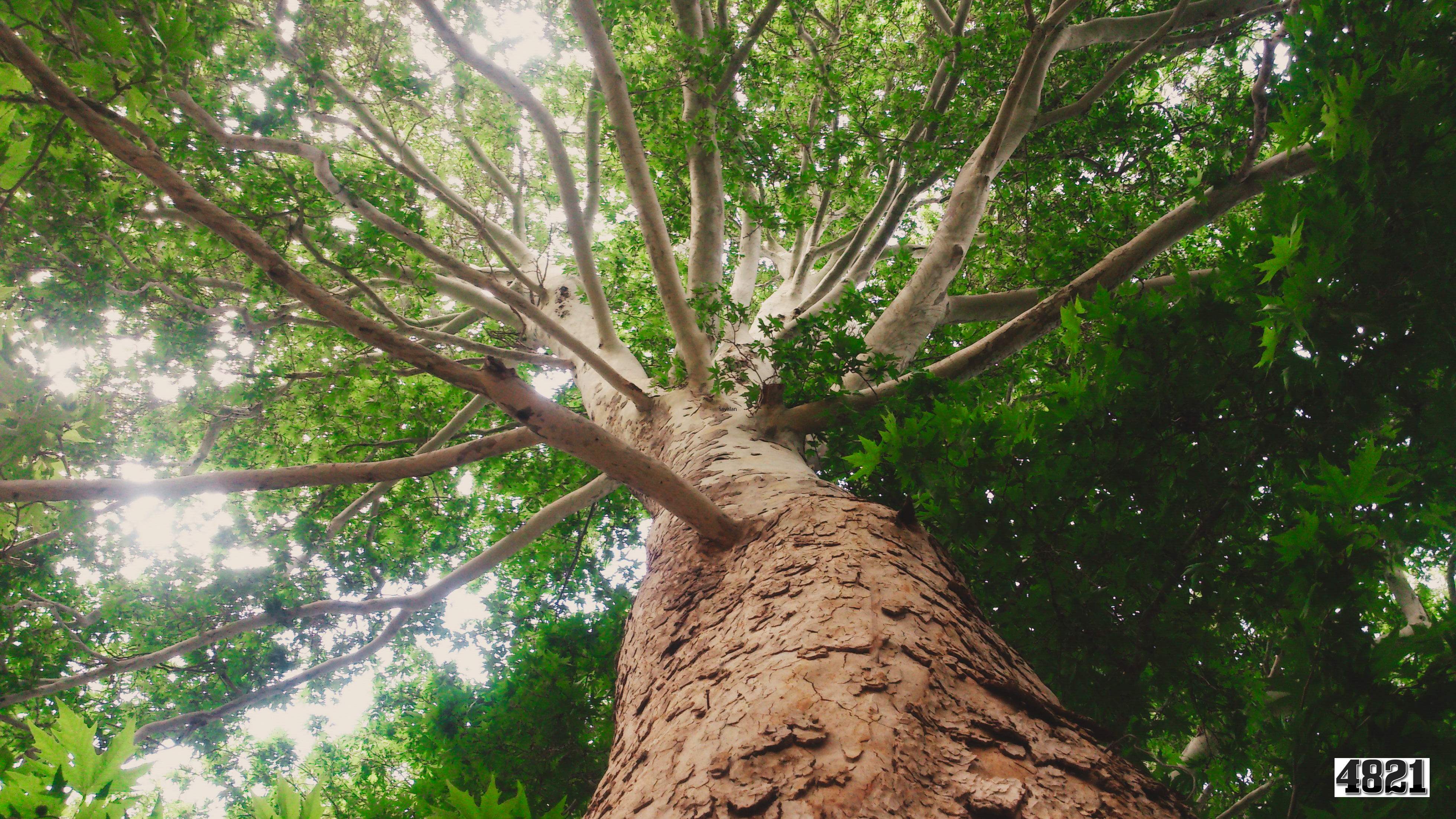
Platan i Azerbajdzjan med typisk, delvis avskalad bark.

## KladogramenligtCatalogue of Life[1]ochDyntaxa[4]
| Platansläktet | \| \| Platan (P. ×hispanica) \| \| \| \| \| \| Platanus gentryi \| \| \| \| \| \| Platanus hybrida \| \| \| \| \| \| Platanus kerrii \| \| \| \| \| \| Platanus mexicana \| \| \| \| \| \| Platanus occidentalis \| \| \| \| \| \| Platanus orientalis \| \| \| \| \| \| Platanus racemosa \| \| \| \| \| \| Platanus rzedowskii \| \| \| \| \| \| Platanus wrightii \| \| \| \| |
|               | \| \| Platan (P. ×hispanica) \| \| \| \| \| \| Platanus gentryi \| \| \| \| \| \| Platanus hybrida \| \| \| \| \| \| Platanus kerrii \| \| \| \| \| \| Platanus mexicana \| \| \| \| \| \| Platanus occidentalis \| \| \| \| \| \| Platanus orientalis \| \| \| \| \| \| Platanus racemosa \| \| \| \| \| \| Platanus rzedowskii \| \| \| \| \| \| Platanus wrightii \| \| \| \| |
|               | Platan (P. ×hispanica) |
|               | |
|               | Platanus gentryi |
|               | |
|               | Platanus hybrida |
|               | |
|               | Platanus kerrii |
|               | |
|               | Platanus mexicana |
|               | |
|               | Platanus occidentalis |
|               | |
|               | Platanus orientalis |
|               | |
|               | Platanus racemosa |
|               | |
|               | Platanus rzedowskii |
|               | |
|               | Platanus wrightii |
|               | |